# Тузлівська сільська рада (Березанський район)
Тузлі́вська сільська́ ра́да —колишня  адміністративно-територіальна одиниця та орган місцевого самоврядування в Березанському районі Миколаївської області. Адміністративний центр — село Тузли.

## Загальні відомості
- Територія ради: 0,169 км²
- Населення ради: 904 особи (станом на 2001 рік)

## Населені пункти
Сільській раді були підпорядковані населені пункти:
- с. Тузли

## Склад ради
Рада складається з 14 депутатів та голови.
- Голова ради: Бізіков Микола Іванович
- Секретар ради: Новакова Світлана Михайлівна

### Керівний склад попередніх скликань
| Прізвище, ім'я, по батькові | Основні відомості                                                         | Дата обрання | Дата звільнення |
| --------------------------- | ------------------------------------------------------------------------- | ------------ | --------------- |
| Бізіков Микола Іванович     | Сільський голова, 1952 року народження, освіта вища, член Партії регіонів | 26.03.2006   | 31.10.2010      |
| Бізіков Микола Іванович     | Сільський голова, 1952 року народження, освіта вища, член Партії регіонів | 31.10.2010   |                 |

Примітка: таблиця складена за даними сайту Верховної Ради України

### Депутати
За результатами місцевих виборів 2010 року депутатами ради стали:

#### За суб'єктами висування
| Суб'єкт висування | Кількість обраних депутатів | %    |
| ----------------- | --------------------------- | ---- |
| Партія регіонів   | 13                          | 92,9 |
| Самовисування     | 1                           | 7,1  |

#### За округами
| № округу        | Прізвище, ім'я, по батькові   | Дата визнання обраним | Освіта             | Партійна приналежність | Відомості про обраного депутата                                                 |
| --------------- | ----------------------------- | --------------------- | ------------------ | ---------------------- | ------------------------------------------------------------------------------- |
| Партія регіонів |                               |                       |                    |                        |                                                                                 |
| 1               | Могила Ігор Петрович          | 02.11.2010            | вища               | член Партії регіонів   | База відпочинку «Ювілейна», заступник директора                                 |
| 2               | Кравченко Олена Миколаївна    | 02.11.2010            | вища               | член Партії регіонів   | пенсіонер                                                                       |
| 3               | Булатов Василь Ілліч          | 02.11.2010            | середня            | член Партії регіонів   | Тузлівська загальноосвітня школа, завідувач господарством                       |
| 5               | Козлінська Лариса Миколаївна  | 02.11.2010            | середня            | член Партії регіонів   | Територіальний центр соціального обслуговування населення, соціальний працівник |
| 6               | Новакова Світлана Михайлівна  | 02.11.2010            | вища               | член Партії регіонів   | Тузлівська сільська рада, секретар                                              |
| 7               | Безбабний Сергій Валентинович | 02.11.2010            | вища               | член Партії регіонів   | Трансівестсервіс, робітник                                                      |
| 8               | Кравченко Олена Геннадіївна   | 02.11.2010            | середня            | член Партії регіонів   | тимчасово не працює                                                             |
| 9               | Сосюкін Олексій Олександрович | 02.11.2010            | вища               | член Партії регіонів   | приватний підприємець                                                           |
| 10              | Бобик Парасковія Трохимівна   | 02.11.2010            | середня            | член Партії регіонів   | Тузлівський фельдшерсько-акушерський пункт, молодшамед.сестра                   |
| 11              | Крицький Віталій Сергійович   | 02.11.2010            | середня            | член Партії регіонів   | тимчасово не працює                                                             |
| 12              | Чельцов Іван Георгіійович     | 02.11.2010            | середня            | член Партії регіонів   | ФермерськеГосподарство «Вербицький», механізатор                                |
| 13              | Замша Віталій Іванович        | 02.11.2010            | середня спеціальна | член Партії регіонів   | ТОВ «Татяна», головний енергетик                                                |
| 14              | Курилова Наталя Леонідівна    | 02.11.2010            | середня спеціальна | член Партії регіонів   | Тузлівський ДНЗ"Вишенька", завідувачка                                          |
| Самовисування   |                               |                       |                    |                        |                                                                                 |
| 4               | Сенько Тамара Іванівна        | 02.11.2010            | середня спеціальна | член Партії регіонів   | тимчасово не працює                                                             |